# Weesp vasútállomás
A Weesp vasútállomás Hollandiában, Weesp   településen található.

## Vasútvonalak
Az állomást az alábbi vasútvonalak érintik:
- Amsterdam–Zutphen-vasútvonal
- Weesp–Leiden-vasútvonal
- Weesp–Lelystad-vasútvonal

## Kapcsolódó állomások
A vasútállomáshoz az alábbi állomások vannak a legközelebb:
- Diemen vasútállomás (Amsterdam Centraal, Amsterdam–Zutphen-vasútvonal)
- Diemen Zuid (Leiden Centraal vasútállomás, Weesp–Leiden-vasútvonal)
- Almere Poort vasútállomás (Lelystad Centrum vasútállomás, Weesp–Lelystad-vasútvonal)
- Naarden-Bussum vasútállomás (Zutphen vasútállomás, Amsterdam–Zutphen-vasútvonal)